# Serguéi Smiriaguin
Serguéi Smiriaguin (Moscú; 27 de octubre de 1963-Ibidem; 11 de julio de 2020) fue un nadador soviético especializado en pruebas de estilo libre, donde fue subcampeón mundial en 1986 en los 4 x 100 metros estilo libre.

## Carrera deportiva
En el Campeonato Mundial de Natación de 1982 celebrado en Guayaquil ganó la plata en los relevos de 4 x 100 metros estilo libre, tras Estados Unidos y por delante de Suecia; cuatro años más tarde, en el Campeonato Mundial de Natación de 1986 celebrado en Madrid (España), ganó la medalla de plata en los relevos de 4 x 100 metros estilo , con un tiempo de 3:21.14 segundos, tras Estados Unidos (oro con 3:19.89 segundos) y por delante de Alemania del Este (bronce con 3:21.47 segundos).